# Resolução 216 do Conselho de Segurança das Nações Unidas
A Resolução 216 do Conselho de Segurança das Nações Unidas aprovada em 12 de novembro de 1965, no dia seguinte à Declaração Unilateral de Independência da Rodésia do Sul território ultramarino britânico do Império Britânico como o estado da Rodésia.
A resolução foi aprovada por 10 votos contra um; A França abstiveram-se.
Nos dois parágrafos resolutivos da resolução, o Conselho de Segurança:
1. Condenou a Declaração Unilateral de Independência "feita por uma minoria racista" na Rodésia do Sul.
2. Apelou a todos os Estados para que recusassem o "regime de minorias racistas ilegais" no reconhecimento da Rodésia do Sul e se abstivessem de prestar qualquer assistência a ele.

A Resolução 216 foi seguida em 20 de novembro pela Resolução 217, na qual o Conselho de Segurança aprofundou sua condenação ao regime da DUI e propôs medidas a serem tomadas para enfrentar a crise.